# Знаки почтовой оплаты СССР (1940)

Зна́ки почто́вой опла́ты СССР (1940) — перечень (каталог) знаков почтовой оплаты (почтовых марок), введённых в обращение дирекцией по изданию и экспедированию знаков почтовой оплаты Народного комиссариата связи СССР в 1940 году.
С февраля по декабрь 1940 года было выпущено 64 почтовые марки, в том числе 62 памятные (коммеморативные) и две стандартные третьего (1929—1941) выпуска СССР. Тематика коммеморативных марок охватывала знаменательные даты и события, была посвящена воссоединению Западной Украины с УССР и Западной Белоруссии с БССР, спортивному комплексу ГТО, Всесоюзной сельскохозяйственной выставке (ВСХВ) в Москве, а также полярному дрейфу ледокола «Георгий Седов».

## Список коммеморативных (памятных) марок
Порядок следования элементов в таблице соответствует номеру по каталогу марок СССР (ЦФА), в скобках приведены номера по каталогу «Михель».
| № по каталогу | Изображение | Описание и источники | Номинал   | Дата выпуска       | Тираж     | Художник            |
| --- | ----------- | --- | --------- | ------------------ | --------- | ------------------- |
| (ЦФА [АО «Марка»] № 665) (Mi #693B) |             | Серия «Павильон СССР на международной выставке в Нью-Йорке»: - Скульптура «Рабочий со звездой».                                                              | 0,30 руб. | апрель 1940 года   | 300 000   | Н. Темноруков       |
| (ЦФА [АО «Марка»] № 666) (Mi #694B) |             | Серия «Павильон СССР на международной выставке в Нью-Йорке»: - Здание павильона СССР.                                                                        | 0,50 руб. | апрель 1940 года   | 300 000   | Сергей Поманский    |
| (ЦФА [АО «Марка»] № 720) (Mi #732) |             | Серия «80-летие со дня рождения А. П. Чехова»: - Портрет А. П. Чехова, оливково-зелёная.                                                                     | 0,10 руб. | февраль 1940 года  | 2 000 000 | Ф. Козлов           |
| (ЦФА [АО «Марка»] № 721) (Mi #733) |             | Серия «80-летие со дня рождения А. П. Чехова»: - Портрет А. П. Чехова, светло-голубая.                                                                       | 0,15 руб. | февраль 1940 года  | 2 000 000 | Ф. Козлов           |
| (ЦФА [АО «Марка»] № 722) (Mi #734) |             | Серия «80-летие со дня рождения А. П. Чехова»: - Портрет А. П. Чехова, светло-фиолетовая.                                                                    | 0,20 руб. | февраль 1940 года  | 2 000 000 | Ф. Козлов           |
| (ЦФА [АО «Марка»] № 723) (Mi #735r) (ЦФА [АО «Марка»] № 723Р) (Mi #735s) (ЦФА [АО «Марка»] № 723-I) (Mi #735)                                           |             | Серия «80-летие со дня рождения А. П. Чехова»: - Портрет А. П. Чехова, красно-коричневая.                                                                    | 0,30 руб. | февраль 1940 года  | 1 000 000 | Ф. Козлов           |
| (ЦФА [АО «Марка»] № 724) (Mi #736) |             | Серия «Воссоединение Западной Украины с УССР и Западной Белоруссии с БССР»: - Солдат с ребёнком.                                                             | 0,10 руб. | апрель 1940 года   | 500 000   | Иван Дубасов        |
| (ЦФА [АО «Марка»] № 725) (Mi #737) |             | Серия «Воссоединение Западной Украины с УССР и Западной Белоруссии с БССР»: - Встреча воинов.                                                                | 0,30 руб. | апрель 1940 года   | 500 000   | Иван Дубасов        |
| (ЦФА [АО «Марка»] № 726) (Mi #738) |             | Серия «Воссоединение Западной Украины с УССР и Западной Белоруссии с БССР»: - Раздача газет, тёмно-серая.                                                    | 0,50 руб. | апрель 1940 года   | 500 000   | Иван Дубасов        |
| (ЦФА [АО «Марка»] № 727) (Mi #739) |             | Серия «Воссоединение Западной Украины с УССР и Западной Белоруссии с БССР»: - Раздача газет, тёмно-синяя.                                                    | 0,60 руб. | апрель 1940 года   | 300 000   | Иван Дубасов        |
| (ЦФА [АО «Марка»] № 728) (Mi #740) |             | Серия «Воссоединение Западной Украины с УССР и Западной Белоруссии с БССР»: - Встреча танковой колонны.                                                      | 1,00 руб. | апрель 1940 года   | 200 000   | Сергей Поманский    |
| (ЦФА [АО «Марка»] № 729) (Mi #741As) (ЦФА [АО «Марка»] № 729Р) (Mi #741Ar)                                                                              |             | Серия «Полярный дрейф ледокола „Георгий Седов“»: - Ледокол «И. Сталин», на портретах Герои Советского Союза И. Д. Папанин и М. П. Белоусов.                  | 0,15 руб. | апрель 1940 года   | 1 000 000 | Сергей Поманский    |
| (ЦФА [АО «Марка»] № 730) (Mi #742As) (ЦФА [АО «Марка»] № 730А) (Mi #742Cs) (ЦФА [АО «Марка»] № 730Р) (Mi #742Ar) (ЦФА [АО «Марка»] № 730АР) (Mi #742Cr) |             | Серия «Полярный дрейф ледокола „Георгий Седов“»: - Ледокол «Георгий Седов», на портретах: капитан К. С. Бадигин и старший механик (помполит) Д. Г. Трофимов. | 0,30 руб. | апрель 1940 года   | 1 000 000 | Сергей Поманский    |
| (ЦФА [АО «Марка»] № 731) (Mi #743As) |             | Серия «Полярный дрейф ледокола „Георгий Седов“»: - Встреча К. С. Бадигина и И. Д. Папанина на борту ледокола.                                                | 0,50 руб. | апрель 1940 года   | 500 000   | Иван Дубасов        |
| (ЦФА [АО «Марка»] № 732) (Mi #744Cs) |             | Серия «Полярный дрейф ледокола „Георгий Седов“»: - Портреты экипажа ледокола «Георгий Седов» на фоне карты.                                                  | 1,00 руб. | апрель 1940 года   | 300 000   | Иван Дубасов        |
| (ЦФА [АО «Марка»] № 733) (Mi #745A) (ЦФА [АО «Марка»] № 733А) (Mi #745C)                                                                                |             | Серия «10-летие со дня смерти поэта В. В. Маяковского»: - Портрет В. Маяковского. Отрывок из поэмы «Хорошо!», красная.                                       | 0,15 руб. | июнь 1940 года     | 1 000 000 | Иван Дубасов        |
| (ЦФА [АО «Марка»] № 734) (Mi #746AI) (ЦФА [АО «Марка»] № 734-I) (Mi #746AII)                                                                            |             | Серия «10-летие со дня смерти поэта В. В. Маяковского»: - Портрет В. Маяковского. Отрывок из поэмы «Хорошо!», красно-коричневая.                             | 0,30 руб. | июнь 1940 года     | 2 000 000 | Иван Дубасов        |
| (ЦФА [АО «Марка»] № 734А) (Mi #746C) |             | Серия «10-летие со дня смерти поэта В. В. Маяковского»: - Портрет В. Маяковского. Отрывок из поэмы «Хорошо!», красно-коричневая.                             | 0,30 руб. | июнь 1940 года     | 2 000 000 | Иван Дубасов        |
| (ЦФА [АО «Марка»] № 735) (Mi #747Ar) (ЦФА [АО «Марка»] № 735Р) (Mi #747As)                                                                              |             | Серия «10-летие со дня смерти поэта В. В. Маяковского»: - Портрет В. Маяковского. Отрывок из поэмы «Владимир Ильич Ленин», чёрно-синяя.                      | 0,60 руб. | июнь 1940 года     | 1 000 000 | Иван Дубасов        |
| (ЦФА [АО «Марка»] № 735А) (Mi #747Cr) (ЦФА [АО «Марка»] № 735АР) (Mi #747Cs)                                                                            |             | Серия «10-летие со дня смерти поэта В. В. Маяковского»: - Портрет В. Маяковского. Отрывок из поэмы «Владимир Ильич Ленин», чёрно-синяя.                      | 0,60 руб. | июнь 1940 года     | 1 000 000 | Иван Дубасов        |
| (ЦФА [АО «Марка»] № 736) (Mi #748A) |             | Серия «10-летие со дня смерти поэта В. В. Маяковского»: - Портрет В. Маяковского. Отрывок из поэмы «Владимир Ильич Ленин», ультрамариновая.                  | 0,80 руб. | июнь 1940 года     | 500 000   | Иван Дубасов        |
| (ЦФА [АО «Марка»] № 737) (Mi #749) |             | Серия «20-летие со дня смерти естествоиспытателя К. А. Тимирязева»: - Сельскохозяйственная академия им. К. Тимирязева в Москве.                              | 0,10 руб. | июнь 1940 года     | 500 000   | Иван Дубасов        |
| (ЦФА [АО «Марка»] № 738) (Mi #750I) (ЦФА [АО «Марка»] № 738-I) (Mi #750II)                                                                              |             | Серия «20-летие со дня смерти естествоиспытателя К. А. Тимирязева»: - К. Тимирязев в лаборатории.                                                            | 0,15 руб. | июнь 1940 года     | 500 000   | Иван Дубасов        |
| (ЦФА [АО «Марка»] № 739) (Mi #751I) (ЦФА [АО «Марка»] № 739-I) (Mi #751II)                                                                              |             | Серия «20-летие со дня смерти естествоиспытателя К. А. Тимирязева»: - Портрет К. Тимирязева.                                                                 | 0,30 руб. | июнь 1940 года     | 500 000   | Иван Дубасов        |
| (ЦФА [АО «Марка»] № 740) (Mi #752I) (ЦФА [АО «Марка»] № 740-I) (Mi #752II)                                                                              |             | Серия «20-летие со дня смерти естествоиспытателя К. А. Тимирязева»: - Памятник К. Тимирязеву в Москве.                                                       | 0,60 руб. | июнь 1940 года     | 300 000   | Иван Дубасов        |
| (ЦФА [АО «Марка»] № 741) (Mi #753As) (ЦФА [АО «Марка»] № 741Р) (Mi #753Ar)                                                                              |             | Серия «Готов к труду и обороне СССР!»: - Эстафетный бег. | 0,15 руб. | 21 июля 1940 года  | 1 000 000 | Сергей Поманский    |
| (ЦФА [АО «Марка»] № 741А) (Mi #753Cs) (ЦФА [АО «Марка»] № 741АР) (Mi #753Cr)                                                                            |             | Серия «Готов к труду и обороне СССР!»: - Эстафетный бег. | 0,15 руб. | 21 июля 1940 года  | 1 000 000 | Сергей Поманский    |
| (ЦФА [АО «Марка»] № 742) (Mi #754As) (ЦФА [АО «Марка»] № 742Р) (Mi #754Ar)                                                                              |             | Серия «Готов к труду и обороне СССР!»: - Парад физкультурников.                                                                                              | 0,30 руб. | 21 июля 1940 года  | 1 000 000 | Сергей Поманский    |
| (ЦФА [АО «Марка»] № 742А) (Mi #754Cs) (ЦФА [АО «Марка»] № 742АР) (Mi #754Cr)                                                                            |             | Серия «Готов к труду и обороне СССР!»: - Парад физкультурников.                                                                                              | 0,30 руб. | 21 июля 1940 года  | 1 000 000 | Сергей Поманский    |
| (ЦФА [АО «Марка»] № 743) (Mi #755As) |             | Серия «Готов к труду и обороне СССР!»: - Значок ГТО. | 0,50 руб. | 21 июля 1940 года  | 700 000   | Иван Дубасов        |
| (ЦФА [АО «Марка»] № 743А) (Mi #755Cs) |             | Серия «Готов к труду и обороне СССР!»: - Значок ГТО. | 0,50 руб. | 21 июля 1940 года  | 700 000   | Иван Дубасов        |
| (ЦФА [АО «Марка»] № 744) (Mi #756As) |             | Серия «Готов к труду и обороне СССР!»: - Лыжник на дистанции.                                                                                                | 0,60 руб. | 21 июля 1940 года  | 700 000   | Н. Темноруков       |
| (ЦФА [АО «Марка»] № 744А) (Mi #756Cs) |             | Серия «Готов к труду и обороне СССР!»: - Лыжник на дистанции.                                                                                                | 0,60 руб. | 21 июля 1940 года  | 700 000   | Н. Темноруков       |
| (ЦФА [АО «Марка»] № 745) (Mi #757Ar) |             | Серия «Готов к труду и обороне СССР!»: - Метание гранаты. | 1,00 руб. | 21 июля 1940 года  | 500 000   | Сергей Поманский    |
| (ЦФА [АО «Марка»] № 745А) (Mi #757Cr) |             | Серия «Готов к труду и обороне СССР!»: - Метание гранаты. | 1,00 руб. | 21 июля 1940 года  | 500 000   | Сергей Поманский    |
| (ЦФА [АО «Марка»] № 746) (Mi #758) |             | Серия «100-летие со дня рождения композитора П. И. Чайковского»: - Дом-музей П. И. Чайковского в Клину, сине-зелёная.                                        | 0,15 руб. | август 1940 года   | 1 000 000 | Иван Дубасов        |
| (ЦФА [АО «Марка»] № 747) (Mi #759) |             | Серия «100-летие со дня рождения композитора П. И. Чайковского»: - Портрет П. И. Чайковского, коричневая.                                                    | 0,20 руб. | август 1940 года   | 1 000 000 | Сергей Поманский    |
| (ЦФА [АО «Марка»] № 748) (Mi #760) |             | Серия «100-летие со дня рождения композитора П. И. Чайковского»: - Портрет П. И. Чайковского, тёмно-синяя.                                                   | 0,30 руб. | август 1940 года   | 1 000 000 | Сергей Поманский    |
| (ЦФА [АО «Марка»] № 749) (Mi #761) |             | Серия «100-летие со дня рождения композитора П. И. Чайковского»: - Дом-музей П. И. Чайковского в Клину, красно-лиловая.                                      | 0,50 руб. | август 1940 года   | 500 000   | Иван Дубасов        |
| (ЦФА [АО «Марка»] № 750) (Mi #762) |             | Серия «100-летие со дня рождения композитора П. И. Чайковского»: - Портрет П. И. Чайковского, кирпично-красная.                                              | 0,60 руб. | август 1940 года   | 500 000   | Сергей Поманский    |
| (ЦФА [АО «Марка»] № 751) (Mi #763) |             | Серия «Всесоюзная сельскохозяйственная выставка в Москве»: - Павильон «Поволжье».                                                                            | 0,10 руб. | октябрь 1940 года  | 2 000 000 | Владислав Микоша    |
| (ЦФА [АО «Марка»] № 752) (Mi #764) |             | Серия «Всесоюзная сельскохозяйственная выставка в Москве»: - Павильон «Дальний Восток».                                                                      | 0,15 руб. | октябрь 1940 года  | 2 000 000 | Владислав Микоша    |
| (ЦФА [АО «Марка»] № 753) (Mi #766) |             | Серия «Всесоюзная сельскохозяйственная выставка в Москве»: - Павильон Московской, Рязанской и Тульской областей.                                             | 0,30 руб. | октябрь 1940 года  | 2 000 000 | Владислав Микоша    |
| (ЦФА [АО «Марка»] № 754) (Mi #765) |             | Серия «Всесоюзная сельскохозяйственная выставка в Москве»: - Павильон «Ленинград и Северо-Восток РСФСР».                                                     | 0,30 руб. | октябрь 1940 года  | 2 000 000 | Владислав Микоша    |
| (ЦФА [АО «Марка»] № 755) (Mi #767) |             | Серия «Всесоюзная сельскохозяйственная выставка в Москве»: - Павильон Украинской ССР.                                                                        | 0,30 руб. | октябрь 1940 года  | 2 000 000 | Владислав Микоша    |
| (ЦФА [АО «Марка»] № 756) (Mi #768) |             | Серия «Всесоюзная сельскохозяйственная выставка в Москве»: - Павильон Белорусской ССР.                                                                       | 0,30 руб. | октябрь 1940 года  | 2 000 000 | Владислав Микоша    |
| (ЦФА [АО «Марка»] № 757) (Mi #775) |             | Серия «Всесоюзная сельскохозяйственная выставка в Москве»: - Павильон Узбекской ССР.                                                                         | 0,30 руб. | октябрь 1940 года  | 2 000 000 | Владислав Микоша    |
| (ЦФА [АО «Марка»] № 758) (Mi #777) |             | Серия «Всесоюзная сельскохозяйственная выставка в Москве»: - Павильон Казахской ССР.                                                                         | 0,30 руб. | октябрь 1940 года  | 2 000 000 | Владислав Микоша    |
| (ЦФА [АО «Марка»] № 759) (Mi #770) |             | Серия «Всесоюзная сельскохозяйственная выставка в Москве»: - Павильон Грузинской ССР.                                                                        | 0,30 руб. | октябрь 1940 года  | 2 000 000 | Владислав Микоша    |
| (ЦФА [АО «Марка»] № 760) (Mi #771) |             | Серия «Всесоюзная сельскохозяйственная выставка в Москве»: - Павильон Азербайджанской ССР.                                                                   | 0,30 руб. | октябрь 1940 года  | 2 000 000 | Владислав Микоша    |
| (ЦФА [АО «Марка»] № 761) (Mi #769) |             | Серия «Всесоюзная сельскохозяйственная выставка в Москве»: - Павильон Киргизской ССР.                                                                        | 0,30 руб. | октябрь 1940 года  | 2 000 000 | Владислав Микоша    |
| (ЦФА [АО «Марка»] № 762) (Mi #774) |             | Серия «Всесоюзная сельскохозяйственная выставка в Москве»: - Павильон Таджикской ССР.                                                                        | 0,30 руб. | октябрь 1940 года  | 2 000 000 | Владислав Микоша    |
| (ЦФА [АО «Марка»] № 763) (Mi #772) |             | Серия «Всесоюзная сельскохозяйственная выставка в Москве»: - Павильон Армянской ССР.                                                                         | 0,30 руб. | октябрь 1940 года  | 2 000 000 | Владислав Микоша    |
| (ЦФА [АО «Марка»] № 764) (Mi #773) |             | Серия «Всесоюзная сельскохозяйственная выставка в Москве»: - Павильон Туркменской ССР.                                                                       | 0,30 руб. | октябрь 1940 года  | 2 000 000 | Владислав Микоша    |
| (ЦФА [АО «Марка»] № 765) (Mi #776) |             | Серия «Всесоюзная сельскохозяйственная выставка в Москве»: - Павильон Карело-Финской ССР.                                                                    | 0,30 руб. | октябрь 1940 года  | 2 000 000 | Владислав Микоша    |
| (ЦФА [АО «Марка»] № 766) (Mi #778) |             | Серия «Всесоюзная сельскохозяйственная выставка в Москве»: - Главный павильон.                                                                               | 0,50 руб. | октябрь 1940 года  | 1 000 000 | Владислав Микоша    |
| (ЦФА [АО «Марка»] № 767) (Mi #779) |             | Серия «Всесоюзная сельскохозяйственная выставка в Москве»: - Павильон механизации.                                                                           | 0,60 руб. | октябрь 1940 года  | 1 000 000 | Владислав Микоша    |
| (ЦФА [АО «Марка»] № 768) (Mi #780B) |             | Серия «20-летие штурма Перекопа Красной Армией»: - Памятник героям Перекопа.                                                                                 | 0,10 руб. | 7 ноября 1940 года | 500 000   | Иван Дубасов        |
| (ЦФА [АО «Марка»] № 769) (Mi #781B) |             | Серия «20-летие штурма Перекопа Красной Армией»: - Красноармеец с гранатой.                                                                                  | 0,15 руб. | 7 ноября 1940 года | 500 000   | Василий Сварог      |
| (ЦФА [АО «Марка»] № 770) (Mi #782B) |             | Серия «20-летие штурма Перекопа Красной Армией»: - Портрет М. В. Фрунзе на фоне схемы перекопской операции.                                                  | 0,30 руб. | 7 ноября 1940 года | 500 000   | Иван Дубасов        |
| (ЦФА [АО «Марка»] № 771) (Mi #783B) |             | Серия «20-летие штурма Перекопа Красной Армией»: - Форсирование Сиваша.                                                                                      | 0,50 руб. | 7 ноября 1940 года | 500 000   | Павел Соколов-Скаля |
| (ЦФА [АО «Марка»] № 772) (Mi #784B) |             | Серия «20-летие штурма Перекопа Красной Армией»: - Село Строгановка. Штаб М. В. Фрунзе.                                                                      | 0,60 руб. | 7 ноября 1940 года | 500 000   | Николай Христенко   |
| (ЦФА [АО «Марка»] № 773) (Mi #785B) |             | Серия «20-летие штурма Перекопа Красной Армией»: - Перекоп взят!.                                                                                            | 1,00 руб. | 7 ноября 1940 года | 300 000   | Георгий Савицкий    |
| (ЦФА [АО «Марка»] № 774) (Mi #780A) |             | Серия «20-летие штурма Перекопа Красной Армией»: - Памятник героям Перекопа.                                                                                 | 0,10 руб. | декабрь 1940 года  | 1 000 000 | Иван Дубасов        |
| (ЦФА [АО «Марка»] № 775) (Mi #781A) |             | Серия «20-летие штурма Перекопа Красной Армией»: - Красноармеец с гранатой.                                                                                  | 0,15 руб. | декабрь 1940 года  | 1 000 000 | Василий Сварог      |
| (ЦФА [АО «Марка»] № 776) (Mi #782A) |             | Серия «20-летие штурма Перекопа Красной Армией»: - Портрет М. В. Фрунзе на фоне схемы перекопской операции.                                                  | 0,30 руб. | декабрь 1940 года  | 1 000 000 | Иван Дубасов        |
| (ЦФА [АО «Марка»] № 777) (Mi #783A) |             | Серия «20-летие штурма Перекопа Красной Армией»: - Форсирование Сиваша.                                                                                      | 0,50 руб. | декабрь 1940 года  | 500 000   | Павел Соколов-Скаля |
| (ЦФА [АО «Марка»] № 778) (Mi #784A) |             | Серия «20-летие штурма Перекопа Красной Армией»: - Село Строгановка. Штаб М. В. Фрунзе.                                                                      | 0,60 руб. | декабрь 1940 года  | 500 000   | Николай Христенко   |
| (ЦФА [АО «Марка»] № 779) (Mi #785A) |             | Серия «20-летие штурма Перекопа Красной Армией»: - Перекоп взят!.                                                                                            | 1,00 руб. | декабрь 1940 года  | 500 000   | Георгий Савицкий    |

## Третий выпуск стандартных марок (1929—1941)
В 1940 году продолжена эмиссия стандартных почтовых марок третьего стандартного выпуска СССР.
Порядок следования элементов в таблице соответствует номеру по каталогу марок СССР (ЦФА), в скобках приведены номера по каталогу «Михель».
| № по каталогу                        | Изображение | Описание и источники | Номинал   | Дата выпуска | Тираж    | Художник         |
| ------------------------------------ | ----------- | -------------------- | --------- | ------------ | -------- | ---------------- |
| (ЦФА [АО «Марка»] № 340) (Mi #672IA) |             | Рабочий              | 0,01 руб. | 1940 год     | массовый | Александр Волков |
| (ЦФА [АО «Марка»] № 346) (Mi #683IA) |             | Колхозница           | 0,50 руб. | 1940 год     | массовый | Дмитрий Голядкин |

## Комментарии
1. ↑  Коммеморативные марки — обобщённое название специальных художественных (памятных, юбилейных и других) почтовых марок. Для упрощения терминологии в случаях, когда требуется лишь подчеркнуть, что данная марка не является общеупотребляемой (то есть стандартной), под термином «коммеморативная марка» подразумевают, кроме перечисленных выше, также тематические (рисунки которых, посвящены определённой теме коллекционирования) марки. Также все упомянутые марки, объединённые термином «коммеморативная», имеют общую черту: как правило, такие марки изготовляются на высоком полиграфическом уровне[5].
2. ↑  Ниже приведён перечень памятных художественных марок (с возможностью сортировки по номиналу, тиражу и дате введения в обращение).
3. ↑  Серия «Павильон СССР на международной выставке в Нью-Йорке»: скульптура «Рабочий со звездой», чёрно-синяя, красная. Фототипия, без зубцов. В марочных листах по 100 (10×10)[8] экземпляров[9][8][10].
4. ↑  Серия «Павильон СССР на международной выставке в Нью-Йорке»: Здание павильона СССР, светло-коричневая, голубая. Размер рисунка 33×22 мм[8]  (Mi #694BI). Фототипия, без зубцов. Разновидность  (ЦФА [АО «Марка»] № 666А)  (Mi #694BII) — размер рисунка 32,5×21,5 мм[8]. В марочных листах по 100 (10×10)[8] экземпляров[9][8][10].
5. ↑  Суммарный тираж всех разновидностей марок  (ЦФА [АО «Марка»] № 666)  (Mi #694BI) и  (ЦФА [АО «Марка»] № 666А)  (Mi #694BII)[9][8][10].
6. ↑  Серия «80-летие со дня рождения А. П. Чехова» (1860—1940): портрет А. П. Чехова, оливково-зелёная. Глубокая печать на бумаге, без водяного знака, перфорирована: комбинированная гребенчатая зубцовка 12½:12 (на каждые 2 сантиметра края марки приходится 12½:12 зубцов). В марочных листах по 100 (10×10) экземпляров[1][13][14].
7. 1 2 3 4  В каталоге Соловьёва в качестве автора миниатюры ошибочно указан Василий Завьялов[1][13][14].
8. ↑  Серия «80-летие со дня рождения А. П. Чехова» (1860—1940): портрет А. П. Чехова, светло-голубая. Глубокая печать на бумаге, без водяного знака, перфорирована: комбинированная гребенчатая зубцовка 12½:12 (на каждые 2 сантиметра края марки приходится 12½:12 зубцов). В марочных листах по 100 (10×10) экземпляров[1][13][14].
9. ↑  Серия «80-летие со дня рождения А. П. Чехова» (1860—1940): портрет А. П. Чехова, светло-фиолетовая. Глубокая печать на бумаге, без водяного знака, перфорирована: комбинированная гребенчатая зубцовка 12½:12 (на каждые 2 сантиметра края марки приходится 12½:12 зубцов). В марочных листах по 100 (10×10) экземпляров[1][13][14].
10. ↑  Серия «80-летие со дня рождения А. П. Чехова» (1860—1940): портрет А. П. Чехова, красно-коричневая, растр ГР. Глубокая печать на бумаге, без водяного знака, перфорирована: комбинированная гребенчатая зубцовка 12½:12 (на каждые 2 сантиметра края марки приходится 12½:12 зубцов). Разновидности:  (ЦФА [АО «Марка»] № 723Р)  (Mi #735) — с вертикальным растром (растр ВР) и  (ЦФА [АО «Марка»] № 723-I)  (Mi #735) — без зубцов. В марочных листах по 100 (10×10) экземпляров[1][13][14].
11. ↑  Суммарный тираж всех разновидностей марок  (ЦФА [АО «Марка»] № 723)  (Mi #735r);  (ЦФА [АО «Марка»] № 723Р)  (Mi #735s) и  (ЦФА [АО «Марка»] № 723-I)  (Mi #735)[1][13][14].
12. ↑  Серия «Воссоединение Западной Украины с УССР и Западной Белоруссии с БССР»: солдат с ребёнком, карминовая. Фототипия на бумаге, без водяного знака, перфорирована: линейная зубцовка 12½ (на каждые 2 сантиметра края марки приходится 12½ зубцов). В марочных листах по 100 (10×10) экземпляров[1][13][14].
13. ↑  Серия «Воссоединение Западной Украины с УССР и Западной Белоруссии с БССР»: встреча воинов, зелёная. Фототипия на бумаге, без водяного знака, перфорирована: линейная зубцовка 12½ (на каждые 2 сантиметра края марки приходится 12½ зубцов). В марочных листах по 100 (10×10) экземпляров[1][13][14].
14. ↑  Серия «Воссоединение Западной Украины с УССР и Западной Белоруссии с БССР»: раздача газет, тёмно-серая. Фототипия на бумаге, без водяного знака, перфорирована: линейная зубцовка 12½ (на каждые 2 сантиметра края марки приходится 12½ зубцов). В марочных листах по 100 (10×10) экземпляров[1][13][14].
15. ↑  Серия «Воссоединение Западной Украины с УССР и Западной Белоруссии с БССР»: раздача газет, тёмно-синяя. Фототипия на бумаге, без водяного знака, перфорирована: линейная зубцовка 12½ (на каждые 2 сантиметра края марки приходится 12½ зубцов). В марочных листах по 100 (10×10) экземпляров[1][13][14].
16. ↑  Серия «Воссоединение Западной Украины с УССР и Западной Белоруссии с БССР»: встреча танковой колонны, кирпично-красная. Фототипия на бумаге, без водяного знака, перфорирована: линейная зубцовка 12½ (на каждые 2 сантиметра края марки приходится 12½ зубцов). В марочных листах по 100 (10×10) экземпляров[1][13][14].
17. ↑  Серия «Полярный дрейф ледокола „Георгий Седов“»: ледокол «И. Сталин», на портретах Герои Советского Союза начальник Главсевморпути И. Д. Папанин и капитан ледокола «И. Сталин» М. П. Белоусов, зелёная, растр ВР  (Mi #741As). Глубокая печать на бумаге, без водяного знака, перфорирована: комбинированная гребенчатая зубцовка 12:12½ (на каждые 2 сантиметра края марки приходится 12:12½ зубцов). Разновидность  (ЦФА [АО «Марка»] № 729Р)  (Mi #741Ar) с горизонтальным растром (ГР). В марочных листах по 100 (10×10) экземпляров[1][13][15].
18. ↑  Суммарный тираж всех разновидностей марок  (ЦФА [АО «Марка»] № 729)  (Mi #741As);  (ЦФА [АО «Марка»] № 729Р)  (Mi #741Ar)[1][13][15].
19. ↑  Серия «Полярный дрейф ледокола „Георгий Седов“»: ледокол «Георгий Седов», портреты капитана К. С. Бадигина и старшего механика (помполита) Д. Г. Трофимова, серо-фиолетовая, растр ВР  (Mi #742As). Глубокая печать на бумаге, без водяного знака, перфорирована: комбинированная гребенчатая зубцовка 12:12½ (на каждые 2 сантиметра края марки приходится 12:12½ зубцов). Разновидности:  (ЦФА [АО «Марка»] № 730Р)  (Mi #742Ar) с горизонтальным растром (ГР);  (ЦФА [АО «Марка»] № 730А)  (Mi #742Cs) — с линейной зубцовкой 12½ и вертикальным растром (ГР) и  (ЦФА [АО «Марка»] № 730АР)  (Mi #742Cr) — с линейной зубцовкой 12½ и горизонтальным растром (ГР). В марочных листах по 100 (10×10) экземпляров[1][13][15].
20. ↑  Суммарный тираж всех разновидностей марок  (ЦФА [АО «Марка»] № 730)  (Mi #742As);  (ЦФА [АО «Марка»] № 730Р)  (Mi #742Ar);  (ЦФА [АО «Марка»] № 730А)  (Mi #742Cs) и  (ЦФА [АО «Марка»] № 730АР)  (Mi #742Cr)[1][13][15].
21. ↑  Серия «Полярный дрейф ледокола „Георгий Седов“»: встреча К. С. Бадигина и И. Д. Папанина на борту ледокола, красно-коричневая. Глубокая печать на бумаге, без водяного знака, перфорирована: комбинированная гребенчатая зубцовка 12:12½ (на каждые 2 сантиметра края марки приходится 12:12½ зубцов). В марочных листах по 100 (10×10) экземпляров[1][13][15].
22. ↑  Серия «Полярный дрейф ледокола „Георгий Седов“»: портреты экипажа ледокола «Георгий Седов» на фоне карты, тёмно-синяя. Глубокая печать на бумаге, без водяного знака, перфорирована: линейная зубцовка 12½ (на каждые 2 сантиметра края марки приходится 12½ зубцов). В марочных листах по 100 (10×10) экземпляров[1][13][15].
23. ↑  Серия «10-летие со дня смерти поэта В. В. Маяковского»: портрет В. Маяковского. Отрывок из поэмы «Хорошо!», красная. Глубокая печать на бумаге, без водяного знака, перфорирована: линейная зубцовка 12½ (на каждые 2 сантиметра края марки приходится 12½ зубцов). Разновидность  (ЦФА [АО «Марка»] № 733А)  (Mi #745C) с комбинированной гребенчатой зубцовкой 12:12½ (на каждые 2 сантиметра края марки приходится 12:12½ зубцов). В марочных листах по 100 (10×10) экземпляров[1][16][17].
24. ↑  Суммарный тираж всех разновидностей марок  (ЦФА [АО «Марка»] № 733)  (Mi #745A);  (ЦФА [АО «Марка»] № 733А)  (Mi #745C)[1][16][17].
25. ↑  Серия «10-летие со дня смерти поэта В. В. Маяковского»: портрет В. Маяковского. Отрывок из поэмы «Хорошо!». Размер рисунка 34×23 мм, красно-коричневая. Разновидность  (ЦФА [АО «Марка»] № 734-I)  (Mi #746AII) с размером рисунка 33×22,5 мм. Глубокая печать на бумаге, без водяного знака, перфорирована: линейная зубцовка 12½ (на каждые 2 сантиметра края марки приходится 12½ зубцов). В марочных листах по 100 (10×10) экземпляров[1][16][17].
26. 1 2  Суммарный тираж всех разновидностей марок  (ЦФА [АО «Марка»] № 734)  (Mi #746AI);  (ЦФА [АО «Марка»] № 734А)  (Mi #746C);  (ЦФА [АО «Марка»] № 734-I)  (Mi #746AII)[1][16][17].
27. ↑  Серия «10-летие со дня смерти поэта В. В. Маяковского»: портрет В. Маяковского. Отрывок из поэмы «Хорошо!». Размер рисунка 33×22,5 мм, красно-коричневая. Глубокая печать на бумаге, без водяного знака, перфорирована: комбинированная гребенчатая зубцовка 12:12½ (на каждые 2 сантиметра края марки приходится 12:12½ зубцов). В марочных листах по 100 (10×10) экземпляров[1][16][17].
28. ↑  Серия «10-летие со дня смерти поэта В. В. Маяковского»: портрет В. Маяковского. Отрывок из поэмы «Владимир Ильич Ленин», чёрно-синяя, горизонтальный растр (ГР). Глубокая печать на бумаге, без водяного знака, перфорирована: линейная зубцовка 12½ (на каждые 2 сантиметра края марки приходится 12½ зубцов). Разновидность  (ЦФА [АО «Марка»] № 735Р)  (Mi #747As) — вертикальный растр (ВР). В марочных листах по 100 (10×10) экземпляров[1][16][17].
29. 1 2  Суммарный тираж всех разновидностей марок  (ЦФА [АО «Марка»] № 735)  (Mi #747Ar);  (ЦФА [АО «Марка»] № 735Р)  (Mi #747As);  (ЦФА [АО «Марка»] № 735А)  (Mi #747Cr);  (ЦФА [АО «Марка»] № 735АР)  (Mi #747Cs)[1][16][17].
30. ↑  Серия «10-летие со дня смерти поэта В. В. Маяковского»: портрет В. Маяковского. Отрывок из поэмы «Владимир Ильич Ленин», чёрно-синяя, горизонтальный растр (ГР). Глубокая печать на бумаге, без водяного знака, перфорирована: комбинированная гребенчатая зубцовка 12½:12 (на каждые 2 сантиметра края марки приходится 12½:12 зубцов). Разновидность  (ЦФА [АО «Марка»] № 735АР)  (Mi #747Cs) — вертикальный растр (ВР). В марочных листах по 100 (10×10) экземпляров[1][16][17].
31. ↑  Серия «10-летие со дня смерти поэта В. В. Маяковского»: портрет В. Маяковского. Отрывок из поэмы «Владимир Ильич Ленин», ультрамариновая. Глубокая печать на бумаге, без водяного знака, перфорирована: линейная зубцовка 12½ (на каждые 2 сантиметра края марки приходится 12½ зубцов). Официальных разновидностей нет. В марочных листах по 100 (10×10) экземпляров[1][16][17].
32. ↑  Серия «20-летие со дня смерти естествоиспытателя К. А. Тимирязева»: сельскохозяйственная академия им. К. Тимирязева в Москве, чёрно-синяя. Фототипия на бумаге, без водяного знака, перфорирована: линейная зубцовка 12½ (на каждые 2 сантиметра края марки приходится 12½ зубцов). Официальных разновидностей нет. В марочных листах по 100 (10×10) экземпляров[1][18][19].
33. ↑  Серия «20-летие со дня смерти естествоиспытателя К. А. Тимирязева»: К. Тимирязев в лаборатории, размер рисунка 34×22,5 мм, фиолетовая. Фототипия на бумаге, без водяного знака, перфорирована: линейная зубцовка 12½ (на каждые 2 сантиметра края марки приходится 12½ зубцов). Разновидность  (ЦФА [АО «Марка»] № 738-I)  (Mi #750II) — размер рисунка 33,5×22,2 мм. В марочных листах по 100 (10×10) экземпляров[1][18][19].
34. ↑  Суммарный тираж всех разновидностей марок  (ЦФА [АО «Марка»] № 738)  (Mi #750I);  (ЦФА [АО «Марка»] № 738-I)  (Mi #750II)[1][18][19].
35. ↑  Серия «20-летие со дня смерти естествоиспытателя К. А. Тимирязева»: портрет К. Тимирязева, размер рисунка 33,4×22,3 мм, коричневая. Фототипия на бумаге, без водяного знака, перфорирована: линейная зубцовка 12½ (на каждые 2 сантиметра края марки приходится 12½ зубцов). Разновидность  (ЦФА [АО «Марка»] № 739-I)  (Mi #751II) — размер рисунка 34,2×23 мм. В марочных листах по 100 (10×10) экземпляров[1][18][19].
36. ↑  Суммарный тираж всех разновидностей марок  (ЦФА [АО «Марка»] № 739)  (Mi #751I);  (ЦФА [АО «Марка»] № 739-I)  (Mi #751II)[1][18][19].
37. ↑  Серия «20-летие со дня смерти естествоиспытателя К. А. Тимирязева»: памятник К. Тимирязеву в Москве, размер рисунка 22,5×33,5 мм, тёмно-зелёная. Фототипия на бумаге, без водяного знака, перфорирована: линейная зубцовка 12½ (на каждые 2 сантиметра края марки приходится 12½ зубцов). Разновидность  (ЦФА [АО «Марка»] № 740-I)  (Mi #752II) — размер рисунка 23×34 мм. В марочных листах по 100 (10×10) экземпляров[1][18][19].
38. ↑  Суммарный тираж всех разновидностей марок  (ЦФА [АО «Марка»] № 740)  (Mi #752I);  (ЦФА [АО «Марка»] № 740-I)  (Mi #752II)[1][18][19].
39. ↑  Серия «Готов к труду и обороне СССР!»: эстафетный бег, карминовая, вертикальный растр (ВР). Глубокая печать на бумаге, без водяного знака, перфорирована: линейная зубцовка 12½ (на каждые 2 сантиметра края марки приходится 12½ зубцов). Разновидность  (ЦФА [АО «Марка»] № 741Р)  (Mi #753Ar) — горизонтальный растр (ГР). В марочных листах по 100 (10×10) экземпляров[1][18][20].
40. 1 2  Суммарный тираж всех разновидностей марок  (ЦФА [АО «Марка»] № 741)  (Mi #753As);  (ЦФА [АО «Марка»] № 741Р)  (Mi #753Ar);  (ЦФА [АО «Марка»] № 741А)  (Mi #753Cs);  (ЦФА [АО «Марка»] № 741АР)  (Mi #753Cr)[1][18][20].
41. ↑  Серия «Готов к труду и обороне СССР!»: эстафетный бег, карминовая, вертикальный растр (ВР). Глубокая печать на бумаге, без водяного знака, перфорирована: комбинированная гребенчатая зубцовка 12:12½ (на каждые 2 сантиметра края марки приходится 12:12½ зубцов). Разновидность  (ЦФА [АО «Марка»] № 741АР)  (Mi #753Cr) — горизонтальный растр (ГР). В марочных листах по 100 (10×10) экземпляров[1][18][20].
42. ↑  Серия «Готов к труду и обороне СССР!»: парад физкультурников, лилово-коричневая, вертикальный растр (ВР). Глубокая печать на бумаге, без водяного знака, перфорирована: линейная зубцовка 12½ (на каждые 2 сантиметра края марки приходится 12½ зубцов). Разновидность  (ЦФА [АО «Марка»] № 742Р)  (Mi #754Ar) — горизонтальный растр (ГР). В марочных листах по 100 (10×10) экземпляров[1][18][20].
43. 1 2  Суммарный тираж всех разновидностей марок  (ЦФА [АО «Марка»] № 742)  (Mi #754As);  (ЦФА [АО «Марка»] № 742Р)  (Mi #754Ar);  (ЦФА [АО «Марка»] № 742А)  (Mi #754Cs);  (ЦФА [АО «Марка»] № 742АР)  (Mi #754Cr)[1][18][20].
44. ↑  Серия «Готов к труду и обороне СССР!»: парад физкультурников, лилово-коричневая, вертикальный растр (ВР). Глубокая печать на бумаге, без водяного знака, перфорирована: комбинированная гребенчатая зубцовка 12:12½ (на каждые 2 сантиметра края марки приходится 12:12½ зубцов). Разновидность  (ЦФА [АО «Марка»] № 742АР)  (Mi #754Cr) — горизонтальный растр (ГР). В марочных листах по 100 (10×10) экземпляров[1][18][20].
45. ↑  Серия «Готов к труду и обороне СССР!»: Значок ГТО, чёрно-синяя. Глубокая печать на бумаге, без водяного знака, перфорирована: линейная зубцовка 12½ (на каждые 2 сантиметра края марки приходится 12½ зубцов). Официальных разновидностей нет. В марочных листах по 100 (10×10) экземпляров[1][18][20].
46. 1 2  Суммарный тираж всех разновидностей марок  (ЦФА [АО «Марка»] № 743)  (Mi #755As);  (ЦФА [АО «Марка»] № 743А)  (Mi #755Cs)[1][18][20].
47. ↑  Серия «Готов к труду и обороне СССР!»: Значок ГТО, чёрно-синяя. Глубокая печать на бумаге, без водяного знака, перфорирована: комбинированная гребенчатая зубцовка 12½:12 (на каждые 2 сантиметра края марки приходится 12½:12 зубцов). Официальных разновидностей нет. В марочных листах по 100 (10×10) экземпляров[1][18][20].
48. ↑  Серия «Готов к труду и обороне СССР!»: лыжник на дистанции, тёмно-синяя. Глубокая печать на бумаге, без водяного знака, перфорирована: линейная зубцовка 12½ (на каждые 2 сантиметра края марки приходится 12½ зубцов). Официальных разновидностей нет. В марочных листах по 100 (10×10) экземпляров[1][18][20].
49. 1 2  Суммарный тираж всех разновидностей марок  (ЦФА [АО «Марка»] № 744)  (Mi #756As);  (ЦФА [АО «Марка»] № 744А)  (Mi #756Cs)[1][18][20].
50. ↑  Серия «Готов к труду и обороне СССР!»: лыжник на дистанции, тёмно-синяя. Глубокая печать на бумаге, без водяного знака, перфорирована: комбинированная гребенчатая зубцовка 12:12½ (на каждые 2 сантиметра края марки приходится 12:12½ зубцов). Официальных разновидностей нет. В марочных листах по 100 (10×10) экземпляров[1][18][20].
51. ↑  Серия «Готов к труду и обороне СССР!»: метание гранаты, серо-зелёная. Глубокая печать на бумаге, без водяного знака, перфорирована: линейная зубцовка 12½ (на каждые 2 сантиметра края марки приходится 12½ зубцов). Официальных разновидностей нет. В марочных листах по 100 (10×10) экземпляров[1][18][20].
52. 1 2  Суммарный тираж всех разновидностей марок  (ЦФА [АО «Марка»] № 745)  (Mi #757Ar);  (ЦФА [АО «Марка»] № 745А)  (Mi #757Cr)[1][18][20].
53. ↑  Серия «Готов к труду и обороне СССР!»: метание гранаты, серо-зелёная. Глубокая печать на бумаге, без водяного знака, перфорирована: комбинированная гребенчатая зубцовка 12:12½ (на каждые 2 сантиметра края марки приходится 12:12½ зубцов). Официальных разновидностей нет. В марочных листах по 100 (10×10) экземпляров[1][18][20].
54. ↑  Серия «100-летие со дня рождения композитора П. И. Чайковского»: дом-музей П. И. Чайковского в Клину, сине-зелёная. Типографская печать на мелованной бумаге, перфорирована: линейная зубцовка 12½ (на каждые 2 сантиметра края марки приходится 12½ зубцов). Официальных разновидностей нет. В марочных листах по 50 (10×5) экземпляров[1][21][22].
55. ↑  Серия «100-летие со дня рождения композитора П. И. Чайковского»: портрет П. И. Чайковского, коричневая. Типографская печать на мелованной бумаге, перфорирована: линейная зубцовка 12½ (на каждые 2 сантиметра края марки приходится 12½ зубцов). Официальных разновидностей нет. В марочных листах по 50 (10×5) экземпляров[1][21][22].
56. ↑  Серия «100-летие со дня рождения композитора П. И. Чайковского»: портрет П. И. Чайковского, тёмно-синяя. Типографская печать на мелованной бумаге, перфорирована: линейная зубцовка 12½ (на каждые 2 сантиметра края марки приходится 12½ зубцов). Официальных разновидностей нет. В марочных листах по 50 (10×5) экземпляров[1][21][22].
57. ↑  Серия «100-летие со дня рождения композитора П. И. Чайковского»: дом-музей П. И. Чайковского в Клину, красно-лиловая. Типографская печать на мелованной бумаге, перфорирована: линейная зубцовка 12½ (на каждые 2 сантиметра края марки приходится 12½ зубцов). Официальных разновидностей нет. В марочных листах по 50 (10×5) экземпляров[1][21][22].
58. ↑  Серия «100-летие со дня рождения композитора П. И. Чайковского»: портрет П. И. Чайковского, кирпично-красная. Типографская печать на мелованной бумаге, перфорирована: линейная зубцовка 12½ (на каждые 2 сантиметра края марки приходится 12½ зубцов). Официальных разновидностей нет. В марочных листах по 50 (10×5) экземпляров[1][21][22].
59. ↑  Серия «Всесоюзная сельскохозяйственная выставка в Москве»: павильон «Поволжье». Трёхцветная автотипия на мелованной бумаге. Рамка — печать типографская, перфорирована: линейная зубцовка 12½ (на каждые 2 сантиметра края марки приходится 12½ зубцов). Официальных разновидностей нет. В марочных листах по 40 (5×8), напечатаны группами (5×4) + (5×4) экземпляров[1][23][24].
60. ↑  Серия «Всесоюзная сельскохозяйственная выставка в Москве»: павильон «Дальний Восток». Трёхцветная автотипия на мелованной бумаге. Рамка — печать типографская, перфорирована: линейная зубцовка 12½ (на каждые 2 сантиметра края марки приходится 12½ зубцов). Официальных разновидностей нет. В марочных листах 40 (5×8), напечатаны группами (5×4) + (5×4) экземпляров[1][23][24].
61. ↑  Серия «Всесоюзная сельскохозяйственная выставка в Москве»: павильон Московской, Рязанской и Тульской областей. Трёхцветная автотипия на мелованной бумаге. Рамка — печать типографская, перфорирована: линейная зубцовка 12½ (на каждые 2 сантиметра края марки приходится 12½ зубцов). Официальных разновидностей нет. В марочных листах напечатаны группами в составе разных сюжетов миниатюр[1][23][24].
62. ↑  Серия «Всесоюзная сельскохозяйственная выставка в Москве»: павильон «Ленинград и Северо-Восток РСФСР». Трёхцветная автотипия на мелованной бумаге. Рамка — печать типографская, перфорирована: линейная зубцовка 12½ (на каждые 2 сантиметра края марки приходится 12½ зубцов). Официальных разновидностей нет. В марочных листах напечатаны группами в составе разных сюжетов миниатюр[1][23][24].
63. ↑  Серия «Всесоюзная сельскохозяйственная выставка в Москве»: павильон Украинской ССР. Трёхцветная автотипия на мелованной бумаге. Рамка — печать типографская, перфорирована: линейная зубцовка 12½ (на каждые 2 сантиметра края марки приходится 12½ зубцов). Официальных разновидностей нет. В марочных листах по 36 (6×6), напечатаны группами (6×2) + (6×2) + (6×2) экземпляров[1][23][24].
64. ↑  Серия «Всесоюзная сельскохозяйственная выставка в Москве»: павильон Белорусской ССР. Трёхцветная автотипия на мелованной бумаге. Рамка — печать типографская, перфорирована: линейная зубцовка 12½ (на каждые 2 сантиметра края марки приходится 12½ зубцов). Официальных разновидностей нет. В марочных листах напечатаны группами в составе разных сюжетов миниатюр[1][23][24].
65. ↑  Серия «Всесоюзная сельскохозяйственная выставка в Москве»: павильон Узбекской ССР. Трёхцветная автотипия на мелованной бумаге. Рамка — печать типографская, перфорирована: линейная зубцовка 12½ (на каждые 2 сантиметра края марки приходится 12½ зубцов). Официальных разновидностей нет. В марочных листах напечатаны группами в составе разных сюжетов миниатюр[1][23][24].
66. ↑  Серия «Всесоюзная сельскохозяйственная выставка в Москве»: павильон Казахской ССР. Трёхцветная автотипия на мелованной бумаге. Рамка — печать типографская, перфорирована: линейная зубцовка 12½ (на каждые 2 сантиметра края марки приходится 12½ зубцов). Официальных разновидностей нет. В марочных листах напечатаны группами в составе разных сюжетов миниатюр[1][23][24].
67. ↑  Серия «Всесоюзная сельскохозяйственная выставка в Москве»: павильон Грузинской ССР. Трёхцветная автотипия на мелованной бумаге. Рамка — печать типографская, перфорирована: линейная зубцовка 12½ (на каждые 2 сантиметра края марки приходится 12½ зубцов). Официальных разновидностей нет. В марочных листах напечатаны группами в составе разных сюжетов миниатюр[1][23][24].
68. ↑  Серия «Всесоюзная сельскохозяйственная выставка в Москве»: павильон Азербайджанской ССР. Трёхцветная автотипия на мелованной бумаге. Рамка — печать типографская, перфорирована: линейная зубцовка 12½ (на каждые 2 сантиметра края марки приходится 12½ зубцов). Официальных разновидностей нет. В марочных листах напечатаны группами в составе разных сюжетов миниатюр[1][23][24].
69. ↑  Серия «Всесоюзная сельскохозяйственная выставка в Москве»: павильон Киргизской ССР. Трёхцветная автотипия на мелованной бумаге. Рамка — печать типографская, перфорирована: линейная зубцовка 12½ (на каждые 2 сантиметра края марки приходится 12½ зубцов). Официальных разновидностей нет. В марочных листах напечатаны группами в составе разных сюжетов миниатюр[1][23][24].
70. ↑  Серия «Всесоюзная сельскохозяйственная выставка в Москве»: павильон Таджикской ССР. Трёхцветная автотипия на мелованной бумаге. Рамка — печать типографская, перфорирована: линейная зубцовка 12½ (на каждые 2 сантиметра края марки приходится 12½ зубцов). Официальных разновидностей нет. В марочных листах напечатаны группами в составе разных сюжетов миниатюр[1][23][24].
71. ↑  Серия «Всесоюзная сельскохозяйственная выставка в Москве»: павильон Армянской ССР. Трёхцветная автотипия на мелованной бумаге. Рамка — печать типографская, перфорирована: линейная зубцовка 12½ (на каждые 2 сантиметра края марки приходится 12½ зубцов). Официальных разновидностей нет. В марочных листах напечатаны группами в составе разных сюжетов миниатюр[1][23][24].
72. ↑  Серия «Всесоюзная сельскохозяйственная выставка в Москве»: павильон Туркменской ССР. Трёхцветная автотипия на мелованной бумаге. Рамка — печать типографская, перфорирована: линейная зубцовка 12½ (на каждые 2 сантиметра края марки приходится 12½ зубцов). Официальных разновидностей нет. В марочных листах напечатаны группами в составе разных сюжетов миниатюр[1][23][24].
73. ↑  Серия «Всесоюзная сельскохозяйственная выставка в Москве»: павильон Карело-Финской ССР. Трёхцветная автотипия на мелованной бумаге. Рамка — печать типографская, перфорирована: линейная зубцовка 12½ (на каждые 2 сантиметра края марки приходится 12½ зубцов). Официальных разновидностей нет. В марочных листах напечатаны группами в составе разных сюжетов миниатюр[1][23][24].
74. ↑  Серия «Всесоюзная сельскохозяйственная выставка в Москве»: Главный павильон. Трёхцветная автотипия на мелованной бумаге. Рамка — печать типографская, перфорирована: линейная зубцовка 12½ (на каждые 2 сантиметра края марки приходится 12½ зубцов). Официальных разновидностей нет. В марочных листах напечатаны группами в составе разных сюжетов миниатюр[1][23][24].
75. ↑  Серия «Всесоюзная сельскохозяйственная выставка в Москве»: павильон механизации. Трёхцветная автотипия на мелованной бумаге. Рамка — печать типографская, перфорирована: линейная зубцовка 12½ (на каждые 2 сантиметра края марки приходится 12½ зубцов). Официальных разновидностей нет. В марочных листах напечатаны группами в составе разных сюжетов миниатюр[1][23][24].
76. ↑  Серия «20-летие штурма Перекопа Красной Армией»: памятник героям Перекопа, зелёная. Фототипия без зубцов. В марочных листах по 100 (10×10) экземпляров[1][25][26].
77. ↑  Серия «20-летие штурма Перекопа Красной Армией»: красноармеец с гранатой, оранжево-красная. Фототипия без зубцов. В марочных листах по 100 (10×10) экземпляров[1][25][26].
78. ↑  Серия «20-летие штурма Перекопа Красной Армией»: портрет М. В. Фрунзе на фоне схемы перекопской операции, коричневая, красная. Фототипия без зубцов. В марочных листах по 110 (10×11) экземпляров[1][25][26].
79. ↑  Серия «20-летие штурма Перекопа Красной Армией»: форсирование Сиваша, лиловая. Фототипия без зубцов. В марочных листах по 100 (10×10) экземпляров[1][25][26].
80. ↑  Серия «20-летие штурма Перекопа Красной Армией»: село Строгановка. Штаб М. В. Фрунзе, чёрно-синяя. Фототипия без зубцов. В марочных листах по 100 (10×10) экземпляров[1][25][26].
81. ↑  Серия «20-летие штурма Перекопа Красной Армией»: Перекоп взят!, чёрно-коричневая. Фототипия без зубцов. В марочных листах по 100 (10×10) экземпляров[1][25][26].
82. ↑  Серия «20-летие штурма Перекопа Красной Армией»: памятник героям Перекопа, зелёная. Фототипия на бумаге, без водяного знака, перфорирована: линейная зубцовка 12½ (на каждые 2 сантиметра края марки приходится 12½ зубцов). В марочных листах по 100 (10×10) экземпляров[1][25][26].
83. ↑  Серия «20-летие штурма Перекопа Красной Армией»: красноармеец с гранатой, оранжево-красная. Фототипия на бумаге, без водяного знака, перфорирована: линейная зубцовка 12½ (на каждые 2 сантиметра края марки приходится 12½ зубцов). В марочных листах по 100 (10×10) экземпляров[1][25][26].
84. ↑  Серия «20-летие штурма Перекопа Красной Армией»: портрет М. В. Фрунзе на фоне схемы перекопской операции, коричневая, красная. Фототипия на бумаге, без водяного знака, перфорирована: линейная зубцовка 12½ (на каждые 2 сантиметра края марки приходится 12½ зубцов). В марочных листах по 110 (10×11) экземпляров[1][25][26].
85. ↑  Серия «20-летие штурма Перекопа Красной Армией»: форсирование Сиваша, лиловая. Фототипия на бумаге, без водяного знака, перфорирована: линейная зубцовка 12½ (на каждые 2 сантиметра края марки приходится 12½ зубцов). В марочных листах по 100 (10×10) экземпляров[1][25][26].
86. ↑  Серия «20-летие штурма Перекопа Красной Армией»: село Строгановка. Штаб М. В. Фрунзе, чёрно-синяя. Фототипия на бумаге, без водяного знака, перфорирована: линейная зубцовка 12½ (на каждые 2 сантиметра края марки приходится 12½ зубцов). В марочных листах по 100 (10×10) экземпляров[1][25][26].
87. ↑  Серия «20-летие штурма Перекопа Красной Армией»: Перекоп взят!, чёрно-коричневая. Фототипия на бумаге, без водяного знака, перфорирована: линейная зубцовка 12½ (на каждые 2 сантиметра края марки приходится 12½ зубцов). В марочных листах по 100 (10×10) экземпляров[1][25][26].
88. ↑  Ниже приведён перечень стандартных марок (с возможностью сортировки по номиналу, тиражу и дате введения в обращение).
89. ↑  Рабочий, жёлто-оранжевая. Печать типографская на бумаге без водяного знака, перфорирована: комбинированная рамочная зубцовка 12:12½ (на каждые 2 сантиметра края марки приходится 12:12½ зубцов), 100 (10×10) экземпляров на марочных листах[1][27][29].
90. ↑  Колхозница, коричневая. Печать типографская на бумаге без водяного знака, перфорирована: комбинированная рамочная зубцовка 12:12½ (на каждые 2 сантиметра края марки приходится 12:12½ зубцов), 100 (10×10) экземпляров на марочных листах[1][27][29].